# Rodia (Malevizi)
Rodia (griechisch Ροδιά (f. sg.), früher auch Ρογδιά – Rogdia) ist eine Ortsgemeinschaft auf Kreta. Sie gehört zum Gemeindebezirk Gazi der Gemeinde Malevizi.

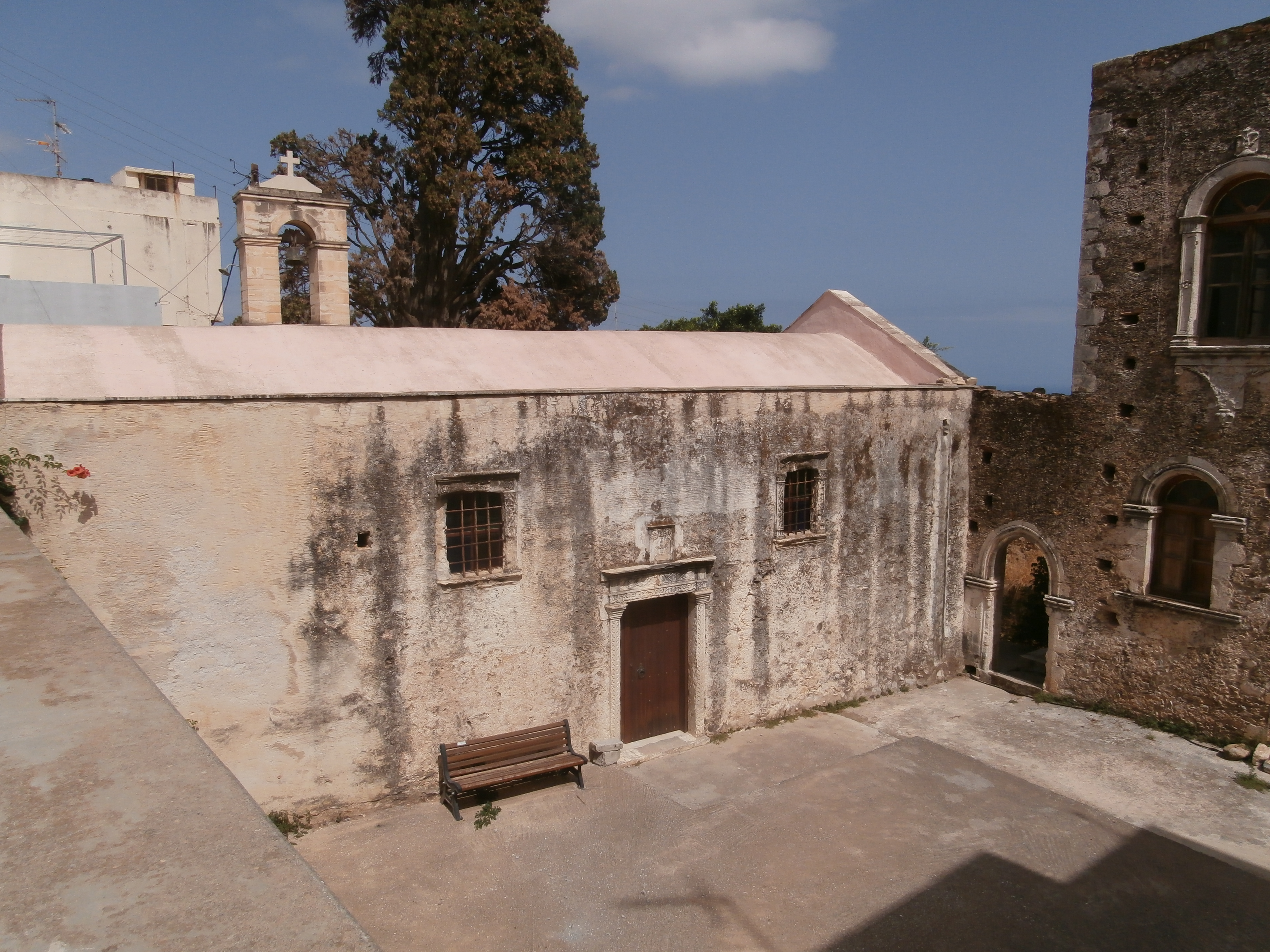
Verkündigungskirche in Rodia

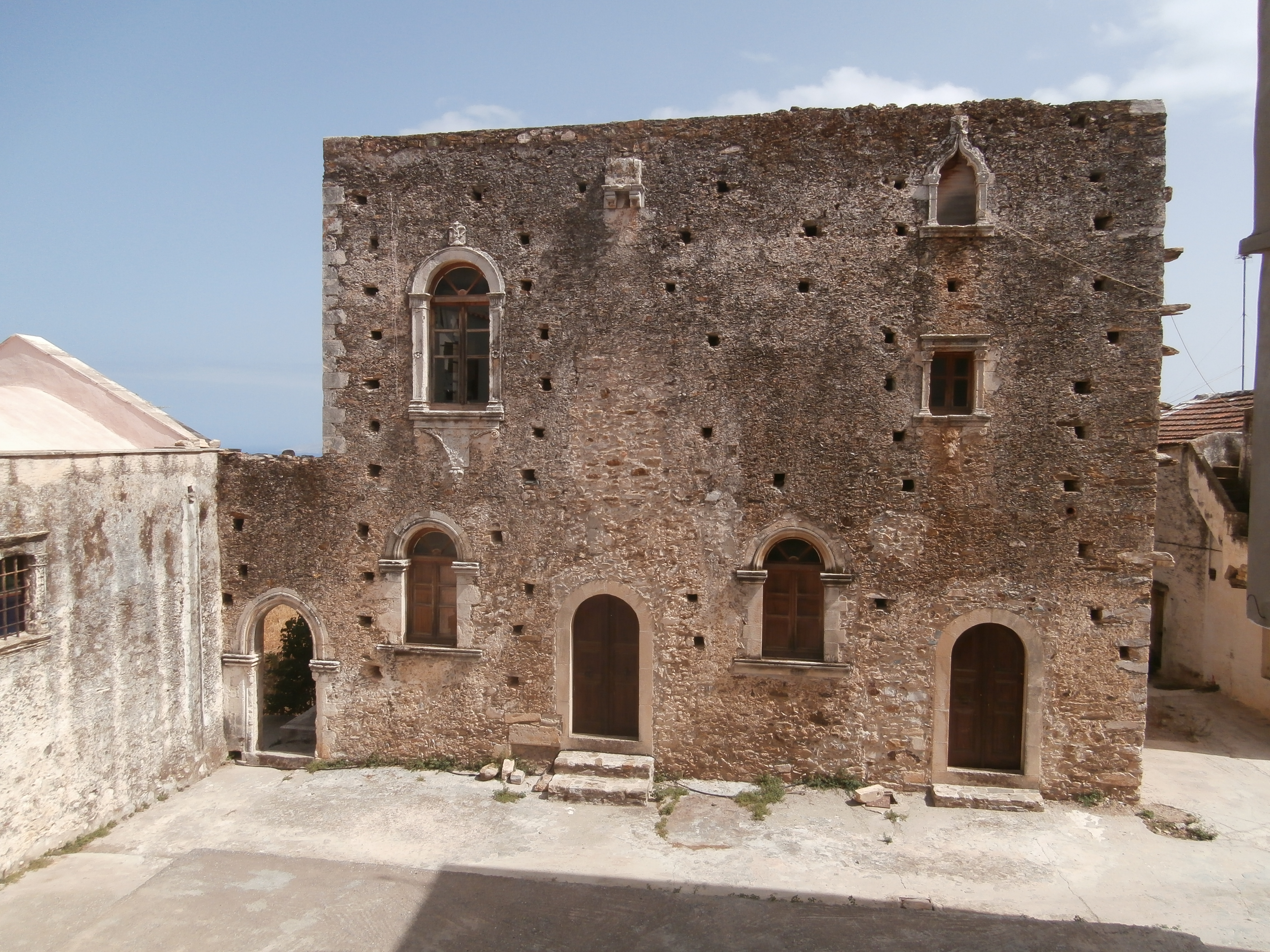
Venezianisches Herrenhaus

Die Verkündigungskirche ist auf 1553 datiert. Vermutlich zur selben Zeit entstand das angrenzende Herrenhaus einer venezianischen Patrizierfamilie. Es hat Rundbogenfenster mit Pilasterfassungen und ein für die venezianische Gotik typisches geschweiftes Kielbogenfenster.

## Gliederung
Der Ortsgemeinschaft wird gebildet aus den Siedlungen:
| - Rodia (Ροδιά), 797 Einw. - Agios Dimitrios (Άγιος Δημήτριος), 53 Einw. - Kapetanaki Metochi (Καπετανάκι Μετόχι), 86 Einw. - Kloster Savatiana (Μονή Σαββαθιανών), 18 Einw. - Linoperamata (Λινοπεράματα), 216 Einw. - Palaiokastro (Παλαιόκαστρο), 255 Einw. - Pantanassa (Παντάνασσα), 266 Einw. - Plaitis (Πλαϊτης), 94 Einw. |

Einkommensquellen sind die Schafzucht sowie Obst- und Gemüseanbau.